# Hans Hartvig Seedorff

Hans Hartvig Seedorff Pedersen (Porträtzeichnung von Emil Stumpp, 1931)

Hans Hartvig Otto Seedorff Pedersen (* 12. August 1892 in Aarhus; † 19. Januar 1986) war ein dänischer Lyriker.

## Leben
Seedorff arbeitete nach dem Studium als Journalist in seiner Heimatstadt und später in Kopenhagen. Als Mitarbeiter der dänischen Botschaft in Sankt Petersburg wurde er Augenzeuge der Oktoberrevolution 1917. Nach Reisen um die Welt ließ er sich in Tibirke nieder. Ab 1958 wohnte er im Bakkehuset in Frederiksborg, dem ehemaligen Wohnhaus und Museum des Schriftstellers Knud Lyne Rahbek und seiner Frau Kamma.
Als Lyriker debütierte Seedorff 1916 mit dem Band Vinløv og Vedbend. Es folgten Fra Danmark til Dvina (1918), Mod fremmede Stjaerner (1919), De syngende Palmer, De hunderde Veje. Heitere Gedichte wie De er fin med Kompasset, 14 Mand og Hera und Tre Roevere fra Rold fanden vertont Verbreitung in Dänemark. Nach einer Pause erschien 1928 die Sammlung I Dagningen, es folgten Ritornelle im Stil Emil Aarestrups. Sorgenfris Viser wurde von Niels Clemmensen vertont.

## Auszeichnungen
- 1918 Literaturpreis Drachmannlegatet
- Er wurde am 30. November 1933 von König Christian X. von Dänemark mit der dänischen Verdienstmedaille Ingenio et arti ausgezeichnet.[1]